# مجلس دانش‌آموزی جمهوری اسلامی ایران
مجلس دانش‌آموزی جمهوری اسلامی ایران نهادی صنفی-مشورتی و زیر مجموعه سازمان دانش آموزی می‌باشد که بر اساس آیین‌نامه تشکیل این مجلس مصوب ششصد و هفتاد و دومین جلسه شورای عالی آموزش و پرورش جمهوری اسلامی ایران از سال ۱۳۸۰ آغاز به کار کرد. مصوبات این مجلس فاقد هرگونه ارزش اجراییست

## تاریخچه
مطالعه اولیه برای تشکیل مجلس دانش آموزی از حدود سال ۱۳۷۷ آغاز شد و تحقیقات ملی و بین‌المللی، معاونت پرورشی و تربیتی وقت آموزش و پرورش را در تشکیل این مجلس مصمم تر کرد.
وزارت آموزش و پرورش تصمیم گرفت در سال تحصیلی ۱۳۷۸ در ۳۰٪ دبیرستان‌های کشور با اهدافی همچون ارج نهادن به شخصیت دانش آموزان، استفاده از نظرات و واگذاری مسئولیت به آنان تقویت و ارتقاء روحیه مشارکت در ابعاد مختلف و ایجاد تقویت قدرت تصمیم سازی، روحیه همدلی، و تعادل فکری و مسئولیت اجتماعی و اجرایی، شورایی متشکل از دانش آموزان برگزار نماید.
در گام اول این طرح با برگزاری انتخاباتی هماهنگ در ۳۰٪ دبیرستان‌های ایران آغاز گردید و نمایندگان منتخب دانش آموزی مدارس برای پیگیری نظرات و پیشنهادها همکلاسی‌های خود فعالیت را آغاز نمودند. هم‌زمان با برگزاری این طرح پروژه ای، پژوهشی برای سنجش میزان تأثیرگذاری این طرح مشارکتی در ارتقای روابط اجتماعی حاکم بر ساختار مدیریتی مدارس با نمونه آماری ۲۶۰۷ نفر از دانش آموزان دبیرستانی برگزار شد و با ۵/۹۳ درصد میزان رضایت دانش آموزان از برگزاری آن استقبال شد.
یکی از سیاست‌های وزارت آموزش و پرورش رویکرد دانش آموز محوری است که تشکیل شوراهای دانش آموزی نقش بسزایی در تحقق این سیاست داشت به واقع این نوع رویکردها گام بلندی در جهت به رسمیت شناختن نظرات و مطالعات دانش آموزان بود که زمنیه مشارکت و تصمیم سازی نوجوانان برای تعیین سرنوشت خود را فراهم می‌آورد و امکان بررسی نقاط ضعف و قوت نظام تعلیم و تربیت از دیدگاه دانش آموزان را میسر می‌ساخت.

### مجلس دانش آموزی در ایران
مجلس دانش آموزی در ایران ۳ سال بعد از تشکیل شوراهای دانش آموزی در مدارس متوسطه سراسری کشور ایجاد شد.
آموزش و پرورش لازم دانست تا در زمینه تشکیل این مجلس، به عنوان اولین مجلس جوانان جمهوری اسلامی ایران اهتمام ورزد که با این رویکردکه نهادی صنفی – مشورتی باشد، شکل گرفت.
اولین هدف این مجلس، تدوین طرح راه اندازی شوراهای دانش آموزی در تمامی مدارس بود.
دلیل صنفی-مشورتی بودن نوع این مجلس بخاطر آن است که از استعداد نمایندگان مجلس دانش آموزی بهره‌گیری بشود و آنان بتوانند با استفاده از طرح، لایحه، بیانیه، سند و منشور، خواسته‌های دانش آموزان را به متصدیان آموزش و پرورش کشور برسانند.
اولین نشست مجلس دانش آموزی کشور، در مهر ماه سال ۱۳۸۰ در محل ساختمان مجلس در بهارستان با حضور نمایندگان مؤسس تشکیل شد.
از سال ۱۳۸۰ تاکنون، ۱۱ دوره مجلس دانش آموزی برگزار گردیده‌است.

## ترکیب
دانش‌اموز دختر
دانش‌اموز پسر
نمایندۂ اقلیت‌های دینی
نمایندۂ دانش‌آموزان استثنایی
اکنون مجلس دانش آموزی با ۱۴۸ نماینده (۱۴۲ نماینده عادی، ۴ نماینده دانش آموزان اقلیت دینی، ۲ نماینده استثنایی و ۲ نماینده مدارس خارج از کشور(در دوره یازدهم ازاین نماینده‌ها چشم‌پوشی شد)) متشکل از ۷۴ نماینده دختر و ۷۴ نماینده پسر که هر ۲ سال یکبار از میان دانش آموزان سراسر کشور در پی برگزاری انتخابات سراسری ۳ مرحله ای به ترتیب در سطح مدارس، مناطق و استانها شکل می‌گیرد.
با توجه به جمعیت استان‌ها و سهمیه دبیرخانه مجلس دانش آموزی افراد منتخب به مجلس دانش آموزی ارسال می‌شوند.
انتخابات مجلس دانش آموزی برای نخستین بار به صورت الکترونیکی در استان‌های کشور انجام شد.

### کمیسیون‌ها
در اجرای ماده ۷ آیین‌نامه تشکیل مجلس دانش‌آموزی به منظور بحث و بررسی پیرامون مسائل، مشکلات و مقررات تحصیلی و انضباطی، برنامه‌ها و فوق برنامه‌های دانش‌آموزی، رسیدگی به مسائل و مشکلات نوجوانان و جوانان و همچنین بررسی و تنظیم طرح‌ها و برنامه‌های دانش‌آموزی، کمیسیون‌های تخصصی در مجلس تشکیل می‌شوند.
کمیسیون‌ها تحت عناوین پنجگانه زیر تشکیل می‌شوند و به‌صورت قطبی اداره می‌شوند:
1. کمیسیون اجتماعی، فرهنگی و هنری - قطب یک
2. کمیسیون علمی، آموزشی و پرورشی - قطب دو
3. کمیسیون فضاهای آموزشی و تربیتی - قطب چهار
4. کمیسیون تربیت‌بدنی، بهداشت و سلامت - قطب پنج
5. کمیسیون فضای مجازی و فناوری‌های نوین - قطب سه[۷]

### هیئت رئیسه
هر استان با توجه به تعداد نمایندگان خود می‌تواند یک یا دو کاندید برای تصدی سمت‌های هیئت رئیسه معرفی کند.
پست‌های هیئت رئیسه شامل: رئیس، ۲نائب رئیس، ۲ منشی، ۲ کارپرداز است.

## تدوین سند
در هر دوره متنی با عنوان سند که هویت و معرف آن دوره و برآیند فعالیت‌ها و مباحث آن دوره در جلسات علنی و کمیسیون‌های مجلس دانش آموزی است؛ پس از گزارش کمیسیون‌ها به رئیس، طبق تبصره ۲ ماده ۴۵ آیین‌نامه مجلس دانش آموزی کارگروهی جهت تدوین سند مرکب از رئیس، نائب رئیس و منشی کمیسیون‌های قطبی و همچنین هیئت رئیسه مجلس دانش آموزی تشکیل می‌شود و کارگروه تدوین سند مجلس دانش آموزی در هر دوره یک مخبر خواهد داشت که وظیفه آن تدوین پیش نویس سند و ارائه آن در صحن علنی مجلس دانش آموزی جمهوری اسلامی ایران است.
پس از تصویب توسط نمایندگان در صحن علنی، این سند حسب مورد در سیاست گذاری‌ها و تصمیم‌گیری‌های کلان مسئولان ارشد آموزش و پرورش مدنظر قرار می‌گیرد.
عنوان سند دهمین دوره مجلس دانش آموزی جمهوری اسلامی ایران «اهداف سند برنامه درسی ملی» بود.
همچنین عنوان سند دوره یازدهم «ارائه آموزش‌های اثربخش و مهارت‌های زندگی برای دانش‌آموزان» است.

## نگارخانه

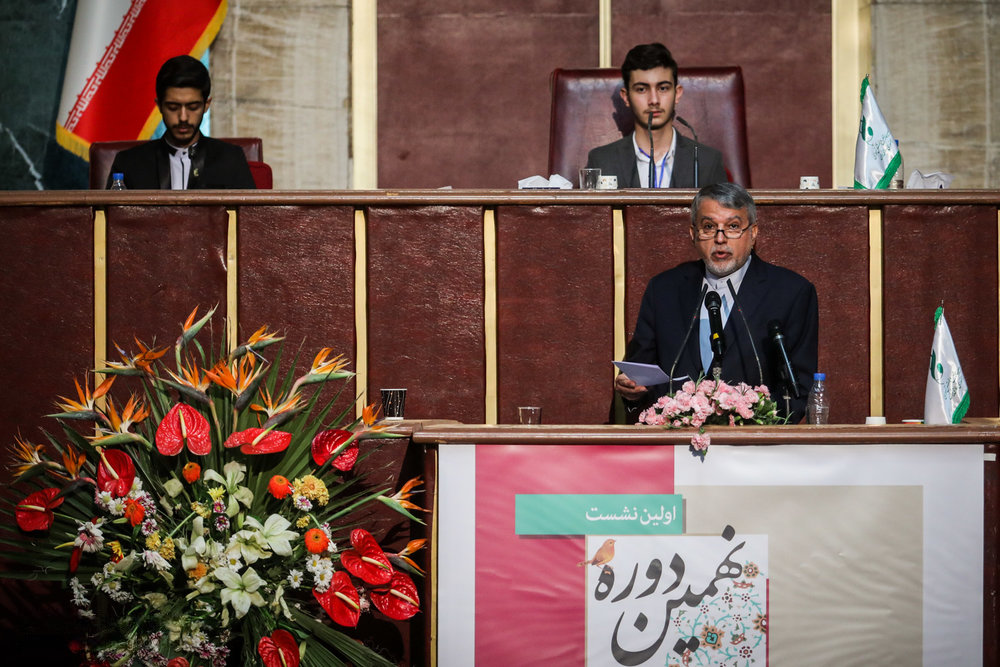
سخنرانی سید رضا صالحی امیری در افتتاحیه دوره نهم
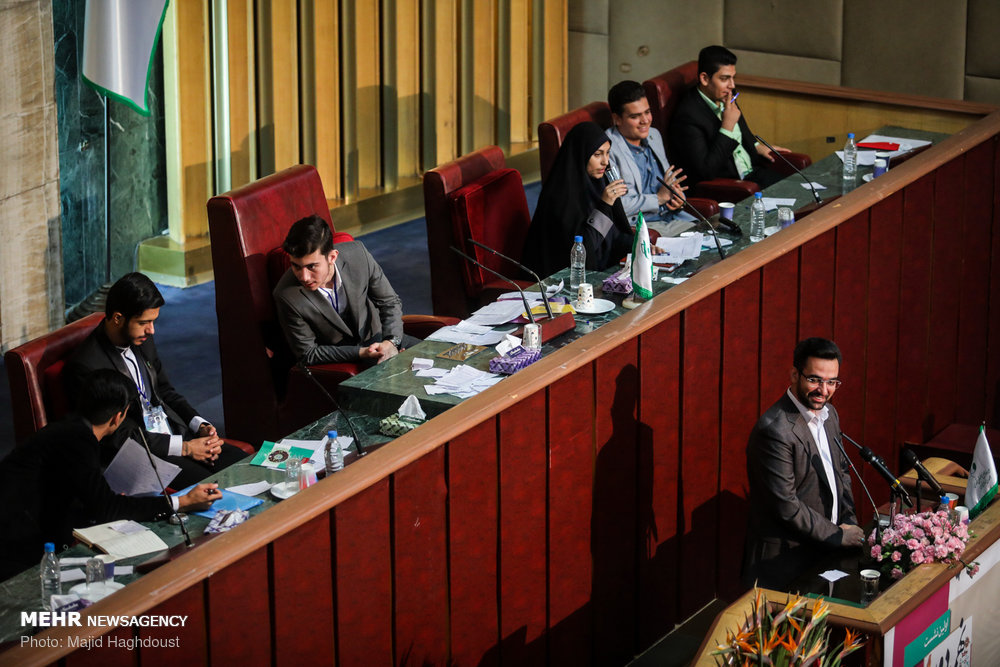
هیئت رئیسه دوره نهم
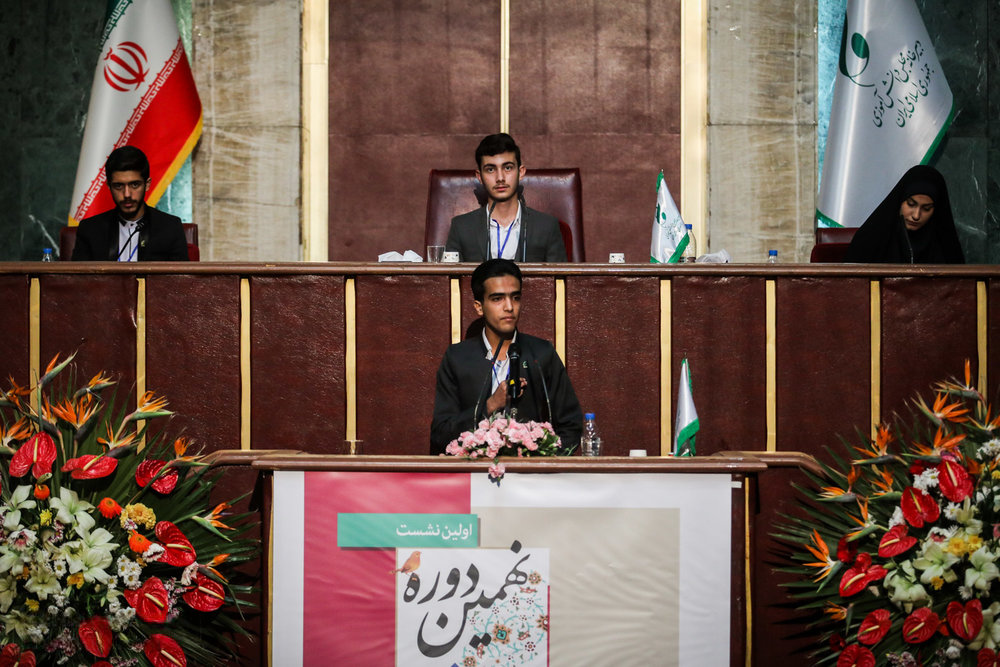
سخنرانی یکی از نمایندگان دوره نهم
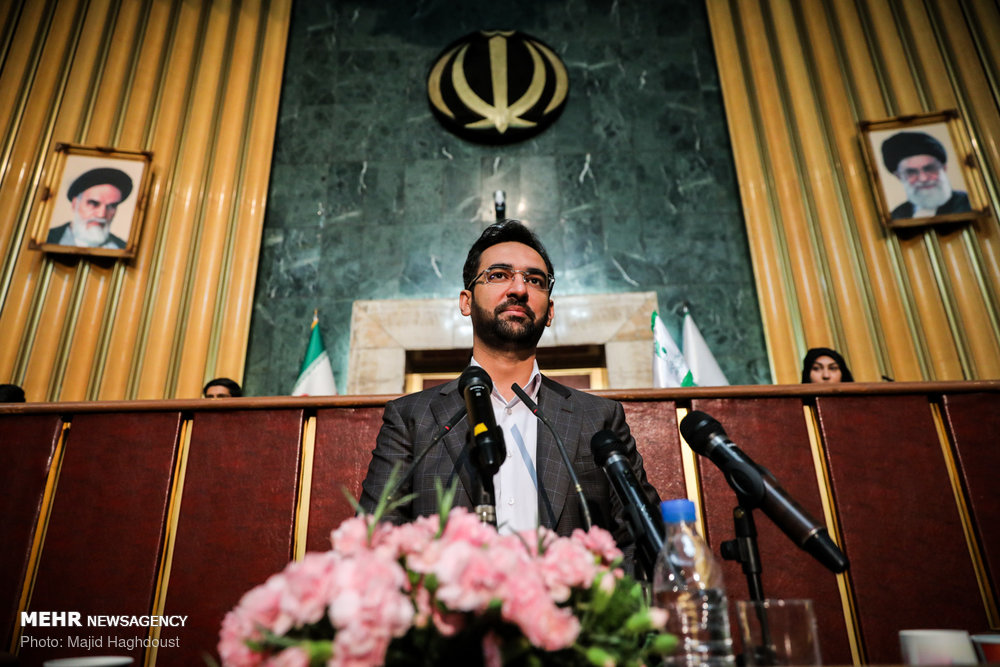
سخنرانی محمدجواد آذری جهرمی در افتتاحیه دوره نهم
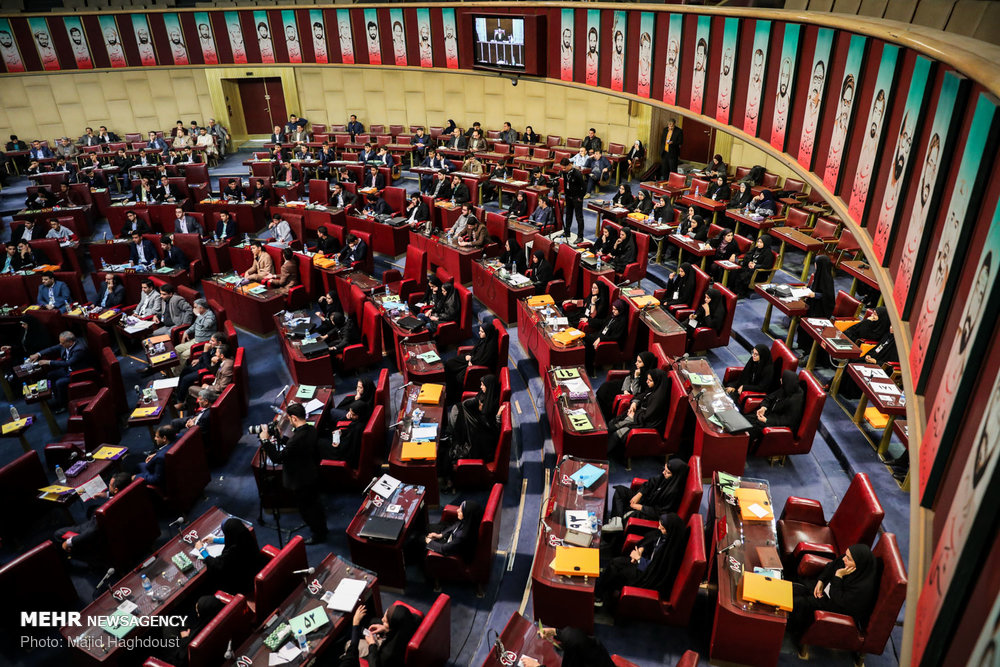
نمایی از کاخ سنا